# Luis San Narciso
Luis San Narciso (Mieres, Astúries, 15 de gener de 1959) és un director de casting espanyol. El 1980 es va traslladar a Madrid per fer de director de teatre i va començar en el cinema fent un petit paper com a actor a la sèrie de TVE Las pícaras el 1983 i a la pel·lícula Baton Rouge el 1988. Tanmateix es va dedicar al casting d'actors. Es va iniciar com a director de casting amb la sèrie La otra familia (1996) i en la pel·lícula Cuando vuelvas a mi lado (1999). Es director artístic de The Mediapro Studio i director de casting de Globomedia. Ha participat en nombroses sèries de televisió i ha treballat amb Pedro Almodóvar o Alejandro Amenábar. És membre de l'Acadèmia de les Arts i les Ciències Cinematogràfiques d'Espanya i de l'Acadèmia de les Arts i les Ciències Cinematogràfiques. El 2013 fou director de casting de l'òpera Così fan tutte de Wolfgang Amadeus Mozart al Teatro Real de Madrid dirigida per Michael Haneke.

## Filmografia (parcial)

### Sèries
- Médico de familia (1999)
- Periodistas (2002)
- Compañeros (2002)
- Policías, en el corazón de la calle (2002)
- Javier ya no vive solo (2003)
- Un paso adelante (2002-2005)
- 7 vidas (1999-2006)
- Mis adorables vecinos (2004)
- Los Serrano (2003-2008)
- Los hombres de Paco (2005-2010)
- El internado (2007-2010)
- El barco (2010)
- Aída (2005-2014)
- Águila Roja (2009)
- B&B, de boca en boca (2014)
- Pulsaciones (2016)
- Vis a vis (2017)
- Estoy vivo (2017)
- Vota Juan (2019)

### Pel·lícules
- Cuando vuelvas a mi lado (1999)
- Los lunes al sol (2002)
- Torremolinos 73 (2003)
- Mar adentro (2004)
- Héctor (2004)
- Reinas (2005)
- Volver (2006)
- Siete mesas de billar francés (2007)
- Alatriste (2006)
- Los girasoles ciegos (2008)
- Los abrazos rotos (2009)
- La piel que habito (2011)
- Los amantes pasajeros (2013)
- Fe de etarras (2017)

## Premis
- Premi especial a la 50a edició dels Premis Sant Jordi de Cinematografia (2006).[5]
- Premi Ricardo Franco al Festival de Màlaga (2008).[6]
- Premi Nacho Martínez al Festival Internacional de Cinema de Gijón (2012).[7]
- Espiga d'Honor a la 64a Setmana Internacional de Cinema de Valladolid (2019).[8]